# ルカ・マルモリーニ
ルカ・マルモリーニ（Luca Marmorini、1961年6月17日 - ）はイタリア出身のF1エンジニアである。トヨタF1やスクーデリア・フェラーリのエンジン・エレクトロニクス部門責任者を務めた。
トヨタに所属していた頃は「Brain」というニックネームをつけられていた。

## 経歴
子供のころは、エンジニアになりたいと思っていた。さらに、フェラーリのエンジニアになることが夢であったという。
1986年にピサ大学を卒業し、1990年に博士号を取得した。マサチューセッツ工科大学で研究者としての活動を始めるころに、マクラーレンからフェラーリに移籍したスティーブ・ニコルズからエンジン設計者としてのオファーを受けた。マルモリーニはそれを受諾し、1990年にフェラーリに入社した。
1995年の412T2に搭載された3.0LV12エンジン(Tipo044)ではじめて開発の責任者を務め、以後、2000年のF1-2000に搭載された3.0LV10エンジン(Tipo049)まで担当した。
1999年にフェラーリは16年ぶりのコンストラクターズチャンピオンを獲得するが、マルモリーニはそれをともに祝うことなく同年9月にトヨタ（TMG）に移籍した。当初はエンジン部門のプロジェクトリーダーに、2003年からはエンジン担当ゼネラルマネージャーに就任した。
2009年1月にトヨタからの離脱を発表。去就が話題となったが、同年9月に古巣のフェラーリにエンジン・エレクトロニクス部門責任者として移籍することを発表した。
2014年7月31日をもってフェラーリを去ったことがチームから公式に発表された。
2020年、ロードレース世界選手権（MotoGP）に参戦するアプリリアのエンジン開発に参画することが明らかになった。
現在はモデナ在住である。